# 화이양 요리
화이양 요리(Huaiyang料理, 중국어 간체자: 淮扬菜, 정체자: 淮揚菜, 병음: Huáiyáng cài 화이양차이[*])는 중국 요리 중의 하나로 주변의 화이허에서 장강에서 파생된 중국 사대 요리 중의 하나로 손꼽힌다. 중심 지역은 장쑤성의 화이안, 양저우, 전장이다. 계통적으로 소요리(장쑤 요리) 계열이며, 화이양 요리는 널리 장쑤 요리 중 인기있고, 귀하고 특색 있는 요리로 손꼽힌다.

## 특징
화이양 요리는 특징적으로 그 주 재료에서 발견된다. 특히 그 재료를 자르는 방법이 요리와 최종 맛을 결정한다. 요리는 전장 지역에서 만든 톡쏘는 식초를 사용한 것으로 또한 알려져 있다. 화이양 요리는 타 지역과 비교해서 달콤하고, 맵지 않다. 돼지고기, 신선한 민물고기와 민물 어류가 거의 대부분의 요리에 주요 식재이다. 이것이 북쪽 지방의 식사 습관을 섬세하고 가볍게 한다.

## 대표 요리
| 중국어     | 영어                             | 병음                 |
| ---------- | -------------------------------- | -------------------- |
| 皮蛋瘦肉粥 | Duck Egg and Pork Porridge       | pi dan shou rou zhou |
| 酸菜鱼     | Sour Vegetable Fish Pot          | suan cai yu          |
| 鲜肉锅贴   | Pot Stickers                     | guo tie              |
| 虾子饺面   | Pork and Shrimp Dumpling Noodles | xiazi jiaomian       |
| 狮子头     | Giant “lion’s head” Meatball     | shizi tou            |
| 翡翠烧卖   | Steamed Pork Rice Wraps          | shao mai             |
| 扬州炒饭   | Yangzhou Fried Rice              | yangzhou chaofan     |
| 厚皮香猪   | Sliced Fatty Pork Slices         | hou pi xiang zhu     |

이것 이외에도 연회 요리로 만한전석(滿漢全席)이 가장 유명하다.

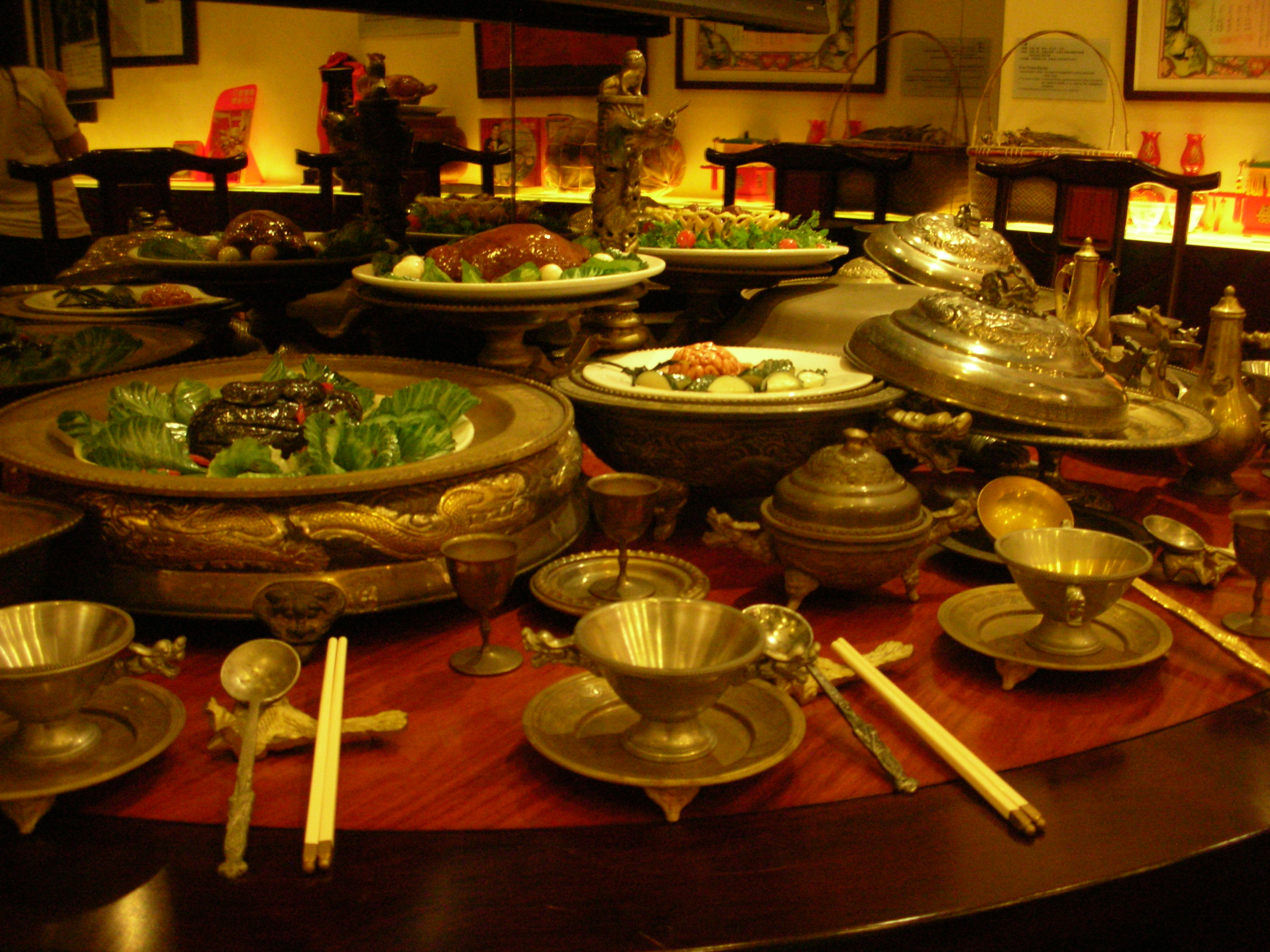
만한전석(滿漢全席)

## 같이 보기
- 딘타이펑